# Théza
Théza är en kommun i departementet Pyrénées-Orientales i regionen Occitanien i södra Frankrike. Kommunen ligger i kantonen Elne som tillhör arrondissementet Perpignan. År 2022 hade Théza 2 181 invånare.

## Befolkningsutveckling
Antalet invånare i kommunen Théza
| Referens: INSEE |